# Autre Ne Veut
Arthur Ashin (né le 20 avril 1982),, mieux connu sous le nom de scène Autre Ne Veut, est un auteur-compositeur-interprète et musicien américain originaire de New York.
Le nom Autre Ne Veut est tiré d'une inscription en français sur un ornement de robe britannique du XVe siècle conservé au Cloisters et traduit en anglais par I want no other (« Je n'en veux pas plus »).

## Biographie
Ashin est né le 20 avril 1982 à Raleigh, en Caroline du Nord. Il obtient son diplôme de premier cycle au Hampshire College, où il a vécu avec Daniel Lopatin (plus tard de Oneohtrix Point Never). Après l'université, Ashin vit brièvement à New York et à Chicago avant de s'installer à Brooklyn. Il s'inscrit brièvement à un programme de maîtrise en psychologie clinique, mais abandonne pour se concentrer sur sa musique.
Le premier album d'Ashin et le Body EP qui suit sont enregistrés à la maison,. De plus, bien qu'il n'ait jamais été entendu par le public avant une performance unique en 2016, Ashin enregistre un album « perdu ». Écrit pendant l'hiver 2011-2012 entre Body EP et Anxiety, Ashin intitule l'album kingofpop dans une référence caractéristique d'autodérision à Michael Jackson.
L'album Anxiety, sorti en 2013, est également auto-produit ; cependant, Ford and Lopatin ont contribué à l'enregistrement en studio. Anxiety reçoit une note de 7,6 sur 10 sur le site de méta-évaluation anydecentmusic.com, y compris le Best New Music de Pitchfork. Gorilla vs. Bear nomme Anxiety comme « album de l'année (jusqu'à présent) » en juin 2013. En juillet 2013, Ashin sort un single intitulé On and On dans le cadre de la série Adult Swim Summer Singles. 

## Discographie

### Albums studio
- 2010 : Autre Ne Veut (Olde English Spelling Bee)
- 2013 : Anxiety (Software Recording Co.)
- 2015 : Age of Transparency[12] (Downtown Records)
- 2024 : Love, Guess Who?? (Rebel Bodies Music)

### Singles et EP
- 2011 : Body EP
- 2011 : Don's Rainbow
- 2022 : Okay